# Robyn Loau
Robyn Loau (Sydney, 20 ottobre 1972) è una cantante e attrice australiana, ex componente del girl group Girlfriend.

## Biografia
Robyn Loau è salita alla ribalta nel 1992 come una delle cinque componenti del girl group Girlfriend, che in due anni ha piazzato due album e sette singoli in classifica in Australia, ottenendo un disco di platino e due dischi d'oro. Ha lasciato il gruppo nel 1994 per dedicarsi ad altri progetti, in primis il complesso musicale Siva Pacifica, dedicato alla valorizzazione della musica e della cultura dei popoli insulari dell'Oceano Pacifico.
Nel 1997 ha avviato la sua carriera da solista con il singolo Sick with Love, che ha raggiunto la 21ª posizione della classifica australiana. Inizialmente pianificato come singolo di lancio per l'album di debutto Malaria, la pubblicazione del disco è stata annullata per via di problemi logistici con l'etichetta discografica, e non ha visto la luce fino al 2008. Negli anni 2000 la cantante ha inoltre lavorato al suo secondo album, Only Human, uscito nel 2010.

## Discografia

### Album
- 2008 - Malaria
- 2010 - Only Human

### Singoli
- 1997 - Sick with Love
- 1998 - Love Addiction
- 1998 - Got That Kinda Feelin' (Float On)
- 2003 - Never Miss the Water (con Gerry DeVeaux, Shauna Jensen e Michal Nicolas)
- 2007 - She Devil
- 2008 - Everybody's Gotta Learn Sometime / Foreign Life
- 2009 - Hard (con Josh Abrahams)
- 2010 - Never Let You Down (con Josh Abrahams)
- 2012 - Wuthering Heights

## Filmografia
- Idiot Box, regia di David Caesar (1996)
- Tales of the South Seas, serie TV (1998–2000)
- Wildside, serie TV (1998)
- All Saints, serie TV (1999)
- Somewhere in the Darkness, regia di Paul Fenech (1999)